# Université de La Rochelle
Université de La Rochelle – francuski uniwersytet publiczny położony w mieście La Rochelle. Uczelnia należy do Akademii Poitiers.
Uczelnia została założona w 1993 roku i jest najmłodszą wyższą uczelnią we Francji. Kamień węgielny pod budową uniwersytetu położyli francuski prezydent François Mitterrand oraz niemiecki kanclerz, Helmut Kohl. Budowa uczelni zakończyła się w 2000 roku. Obecnie na uczelni uczy się ponad 6000 uczniów studiujących m.in. na takich kierunkach jak prawo, hotelarstwo, zarządzanie oraz dziennikarstwo.
Oprócz tego uniwersytet posiada m.in. wydział lingwistyki, sztuki oraz nauk humanistycznych. Uczelnia podpisała 64 umowy międzynarodowe z uczelniami z całego świata dzięki czemu poziom wymiany studenckiej jest bardzo wysoki i obecnie wynosi 30% całkowitego stanu uczelni. Uczelnia posiada znany wydział lingwistyki na którym można studiować wielu języków, głównie azjatyckich a także program studiów podyplomowych, magisterskich oraz doktorskich.